# Lithosia damavendi
Lithosia damavendi är en fjärilsart som beskrevs av Daniel 1939. Lithosia damavendi ingår i släktet Lithosia och familjen björnspinnare. Inga underarter finns listade i Catalogue of Life.